# Atómica (película)
Atómica (en inglés: Atomic Blonde) es una película estadounidense de acción de 2017, dirigida por David Leitch, siendo su primer trabajo como director en solitario, y escrita por Kurt Johnstad. Se basa en la novela gráfica de 2012 de Antony Johnston y Sam Hart The Coldest City, publicada por Oni Press, que gira en torno a una espía que ha de encontrar una lista de agentes dobles que están siendo introducidos clandestinamente en Occidente, en vísperas de la caída del Muro de Berlín en 1989. La película es protagonizada por Charlize Theron y James McAvoy, con John Goodman, Til Schweiger, Eddie Marsan, Sofia Boutella, Bill Skarsgård y Toby Jones en papeles secundarios.
La película tuvo una recaudación de 100$ millones en todo el mundo, y recibió una recepción positiva por parte de los críticos quienes halagaron las actuaciones de Charlize Theron y James Mcavoy, la banda sonora y las secuencias de acción.

## Argumento
En noviembre de 1989, pocos días antes del colapso del Muro de Berlín, el agente del MI6 James Gascoigne es asesinado a tiros por el agente de la KGB Yuri Bakhtin, quien roba The List, un documento de microfilm oculto en el reloj de pulsera de Gascoigne que contiene los nombres de cada agente de inteligencia (de ambos bandos) activo en Berlín. Diez días después, Lorraine Broughton, una espía de primer nivel del MI6, es llevada para ser interrogada por el ejecutivo del MI6 Eric Gray y el agente de la CIA Emmett Kurzfeld sobre su misión recién terminada en Berlín. La trama salta entre la sala de informes y los recuerdos de la época de Lorraine en Berlín.
El día después de la muerte de Gascoigne, Lorraine es enviada para recuperar The List y se le dice que vigile a Satchel, un agente doble para la KGB que ha sido un problema para el MI6 durante años. Al llegar a Berlín en el Aeropuerto de Berlín-Tempelhof, es inmediatamente emboscada por agentes de la KGB que entregan un mensaje de su jefe, Aleksander Bremovych, pero puede escapar y encontrarse con su contacto, el excéntrico jefe de la estación del MI6, David Percival. Lorraine busca en el departamento de Gascoigne y descubre una foto de él y Percival. En el interrogatorio, ella le dice a Gray y Kurzfeld que Percival había negado previamente conocer a Gascoigne y que sospecha que Percival estaba detrás de la policía de Berlín Occidental que la emboscó mientras registraba el departamento de Gascoigne. Cuando Lorraine visita un restaurante mencionado por los agentes de la KGB, se encuentra con Bremovych, pero es salvada por Delphine Lasalle, una agente francesa novata. Aunque Lorraine sospecha inicialmente de Lasalle, finalmente entran en una relación romántica.
Percival, después de haber seguido a Lorraine, vigila a un relojero que visitó. Él ve a Bakhtin entrando en la misma tienda. Bakhtin le dice al relojero que tiene un reloj lleno de secretos que venderá al mejor postor. Kurzfeld se encuentra con Lorraine en Berlín y le entrega un periódico que contiene un número que, cuando se le llama, le informa que Satchel ha sido comprometida. Percival atrae a Bakhtin a un callejón, lo mata y toma el reloj de pulsera, del cual descubre quién es Satchel. Lorraine, que no sabe que Percival tiene The List, descubre que el oficial de la Stasi con nombre en código Spyglass, quien le dio La Lista a Gascoigne, también memorizó los nombres en él. Lorraine y Percival hacen planes para escoltarlo a través de la frontera hacia el oeste de Berlín. Percival se reúne con Bremovych, quien sospecha que Percival tiene The List, pero Percival solo ofrece la segunda mejor opción: la identidad y las operaciones de Satchel "para mantener el equilibrio", y también le informa sobre el plan para sacar Spyglass del Berlín Oriental. Lasalle fotografía encubiertamente la reunión. 
Durante la extracción de Spyglass, Percival le dispara clandestinamente cuando la KGB no puede hacerlo. Lorraine lucha contra varios KGB mientras rescata a Spyglass herido, pero se ahoga cuando su auto se estrella contra un río. Lorraine llega a Berlín Occidental y se da cuenta de que Percival ha plantado un micrófono en su abrigo. Ella le dice a Lasalle, que llama a Percival y lo amenaza con su conocimiento de su reunión con Bremovych. Percival va al departamento de Lasalle, la mata y huye antes de que Lorraine llegara momentos después. Lorraine descubre las fotografías tomadas por Lasalle y se da cuenta de que Percival ha leído The List. Percival quema su refugio e intenta huir, pero Lorraine llega, lo mata y toma The List.
En el informe del MI6, Lorraine descubre que Percival le había dicho a Gray que tenía The List y que estaba "muy cerca de Satchel". Ella presenta las fotografías de Lasalle y las grabaciones de audio manipuladas, que pintan a Percival como Satchel. Ella niega conocer el paradero de The List, dejando al MI6 sin otra opción que cerrar el caso.
Tres días después, en París, Lorraine, que ahora habla en ruso, se encuentra con Bremovych, quien se dirige a ella como "Camarada Satchel". Bremovych, habiendo aprendido de Percival que Satchel tiene más de lo que había sabido anteriormente, ordena a sus hombres que la maten. Lorraine mata a sus secuaces; luego, hablando con acento estadounidense, le dice a Bremovych que siempre le dio mala información para manipular a la KGB. Ella mata a Bremovych, y luego ella y Kurzfeld regresan a los Estados Unidos con The List.

## Reparto
- Charlize Theron como Lorraine Broughton, una agente de campo del MI6 de alto nivel.
- James McAvoy como David Percival, un excéntrico jefe de estación en Berlín que se convierte en aliado de Broughton, pero resulta ser un traidor.
- John Goodman como Emmett Kurzfeld, un agente de la CIA que trabaja con el MI6.
- Til Schweiger como The Watchmaker, un misterioso aliado del MI6.
- Eddie Marsan como Spyglass, un desertor de la Stasi que roba la Lista.
- Sofia Boutella como Delphine Lasalle, una agente encubierta francesa que entabla una relación sentimental con Lorraine.
- Toby Jones como Eric Gray, superior de Broughton en el MI6.
- Bill Skarsgård como Gordan Merkel, compañero de Broughton en la CIA.
- Sam Hargrave como James Gascoigne, un fallecido agente del MI6 cercano a Lorraine.
- James Faulkner como Jefe C, uno de los líderes del MI6.
- Roland Møller como Aleksander Bremovych, un despiadado vendedor de armas ruso-alemán.
- Barbara Sukowa como la Coronel.

## Producción
Una adaptación de la novela gráfica The Coldest City fue anunciada en mayo de 2015. Descrito por el semanario Variety como un «proyecto apasionante» para Theron, ella primero se interesó en la historia cinco años antes, cuando a su compañía productora Denver and Delilah Productions le fue enviada una copia de la entonces inédita novela gráfica. El interés de Theron en la primera película de John Wick la inspiró para conseguir que David Leitch, uno de los codirectores de ese filme, dirigiera el proyecto. Leitch finalmente dejó John Wick: Capítulo 2 para dirigir la película. Según Theron, el éxito de Mad Max: Fury Road ayudó a guiar el desarrollo de Atomic Blonde.
La película presenta una subtrama bisexual que no estaba en el libro original. Esto vino del escritor Kurt Johnstad, que lo sugirió después de que Theron «pensara en cómo hacer esta diferente de otras películas de espías». Leitch ha insistido en que las escenas no son «provocativas», agregando: «con mayor motivo, si eres una espía, harás lo que sea necesario para obtener información» y que así es como el personaje principal «encuentra sus intimidades y sus amistades en pequeñas dosis».
La elección de Charlize Theron como protagonista fue anunciada en mayo de 2015, mientras que James McAvoy fue anunciado en octubre de ese mismo año. En noviembre, se reportó que John Goodman también estaba manteniendo conversaciones para unirse a la película. Originalmente se esperaba que David Bowie tuviera un papel en la película, aunque rechazó la oferta poco antes de su muerte. Para prepararse para el papel, Theron trabajó con ocho entrenadores personales, quienes «básicamente la hicieron vomitar cada día», según sus palabras; además, durante el proceso, Theron se rompió los dientes apretando su mandíbula y tuvo que arreglarlos con cirugía. A medida que el entrenamiento de Theron para la película se superpuso con el entrenamiento de Keanu Reeves para John Wick: Capítulo 2, ambos desarrollaron una relación competitiva, que incluía sparring conjuntos.

### Rodaje
Los 51 días de rodaje de la película comenzaron a finales de noviembre de 2015. El rodaje tuvo lugar en Budapest, Berlín y Babelsberg.  Studio Babelsberg Motion Pictures fue responsable de la implementación del rodaje sobre los motivos originales. Al comienzo de la película se puede ver el famoso extracto del discurso ¡Derriba este muro! Del presidente de los Estados Unidos Ronald Reagan del 12 de junio de 1987 en frente de la Puerta de Brandeburgo.

### Banda sonora
Desde el principio, Leitch pensó que usar las canciones correctas para el proyecto era crucial. Parte de esto fue intentar responder a la pregunta "¿cómo reinventas esta película de espías cargada de Guerra Fría?" La banda sonora utiliza una combinación de canciones de los años 1980, así como versiones de ellos. Estos últimos se utilizaron para añadir "un sentimiento contemporáneo de los años 80". Los productores de la película se preocuparon inicialmente de que no podrían conseguir los derechos de todas las canciones que Leitch quería utilizar, pero el propio Leitch estimó que alrededor del 75% de sus selecciones llegaron al producto final.

### Lista de canciones
La banda sonora incluye: 
| N.º | Título                          | Artista                      | Duración |  |
| 1.  | «Cat People (Putting Out Fire)» | David Bowie                  | 6:43     |  |
| 2.  | «Major Tom (Coming Home)»       | Peter Schilling              | 4:58     |  |
| 3.  | «Blue Monday"»                  | Health                       | 4:46     |  |
| 4.  | «C*cks*cker»                    | Tyler Bates                  | 1:47     |  |
| 5.  | «99 Luftballons»                | Nena                         | 3:51     |  |
| 6.  | «Father Figure»                 | George Michael               | 5:37     |  |
| 7.  | «Der Kommissar»                 | After the Fire               | 3:53     |  |
| 8.  | «Cities in Dust»                | Siouxsie and the Banshees    | 4:03     |  |
| 9.  | «The Politics of Dancing»       | Re-Flex                      | 3:56     |  |
| 10. | «Stigmata»                      | Marilyn Manson y Tyler Bates | 5:36     |  |
| 11. | «Demonstration»                 | Tyler Bates                  | 3:44     |  |
| 12. | «I Ran (So Far Away)»           | A Flock of Seagulls          | 5:05     |  |
| 13. | «99 Luftballons»                | Kaleida                      | 3:52     |  |
| 14. | «Voices Carry»                  | 'Til Tuesday                 | 4:18     |  |
| 15. | «London Calling»                | The Clash                    | 3:19     |  |
| 16. | «Finding the UHF Device»        | Tyler Bates                  | 2:48     |  |
| 17. | «Under Pressure»                | Queen y David Bowie          | 4:08     |  |
| 18. | «Behind the Wheel»              | Depeche Mode                 | 5:18     |  |

## Lanzamiento y recepción
En mayo de 2015, Focus Features adquirió los derechos de distribución de la película. [33] Se programó inicialmente para ser lanzada el 11 de agosto de 2017, [34] [35] antes de que la fecha de estreno fuera movida al 28 de julio de 2017. [36] La película tuvo su estreno mundial en el festival de cine South by Southwest el 12 de marzo de 2017.[36]

### Taquilla
Hasta el 21 de septiembre de 2017, Atómica había recaudado 51,7 millones de dólares en Estados Unidos y Canadá y 48,3 millones en otros países, para un total mundial de 100 millones, contra un presupuesto de producción de 30 millones de dólares.
Se proyectó que Atómica tuviera una recaudación bruta de alrededor de 20 millones de dólares en los 3.304 cines donde fue exhibida durante su primer fin de semana en Estados Unidos. La película recaudó 1,52 millones de dólares desde los preestrenos de la noche del jueves en 2.685 salas. Después de hacer 7,1 millones de dólares en su primer día (incluyendo preestrenos), la película recaudó 18,3 millones, acabando el cuarto lugar de la taquilla estadounidense, tras Dunquerque, Emoji: la película y Girls Trip. En su segundo fin de semana, la película cayó un 55%, logrando 8,2 millones y terminando séptima en la taquilla. Obtuvo 4,5 millones en su tercera semana en cartelera y 2,2 millones en su cuarta semana, terminando en décimo y decimotercer lugar de la taquilla, respectivamente.

### Crítica
En la reseña del sitio web de agregación Rotten Tomatoes, la película tiene una calificación de aprobación del 75% sobre la base de 236 reseñas, con una puntuación media de 6.4 sobre 10. El consenso crítico del sitio dice: «Atómica obtiene suficiente kilometraje de sus elegantes secuencias de acción –y sus siempre magnéticas estrellas– para compensar una narración que es algo menos dura que su protagonista». En Metacritic, que asigna una calificación normalizada a las revisiones, la película tiene una valoración de 63 sobre 100, basada en 50 críticas, indicando «revisiones generalmente favorables». Las audiencias encuestadas por CinemaScore dieron a la película una calificación promedio de "B" en una escala que va de A+ a F.
Richard Roeper, del Chicago Sun-Times, dio a la película 3,5 de 4 estrellas, diciendo: «Tome préstamos de Jason Bourne y James Bond. Enjuague y repita. Esta es la receta de la bastante ridícula, ultraviolenta y delirantemente entretenida Atomic Blonde, un astuto vehículo para los encantos magnéticos e intimidantes de Charlize Theron, que ahora es oficialmente una estrella de acción de primer nivel por la fuerza de esta película y de Mad Max: Fury Road.» Escribiendo para Rolling Stone, Peter Travers elogió el reparto y las escenas de pelea, dándole 3 estrellas de 4 y diciendo: «Son las escenas de lucha las que cuentan –y son asombrosamente buenas, desde una golpiza mano a mano que incluye el tacón de aguja de Theron y golpes a la yugular de un matón, hasta un clímax con una lucha de todos contra todos en una lujosa suite de hotel, donde 99 Luftballons marca cada disparo y golpe de tripa.»
Jake Coyle, de Associated Press, le dio a la película 2 de 4 estrellas, calificándola de «en gran parte una jugada vacía, hiperestilística, que se transa en la espesa atmósfera de películas de la Guerra Fría mucho mejores».

## Futuro

### Secuela
En julio de 2017, Leitch expresó su deseo de desarrollar una película secuela de "Atomic Blonde", y dijo que el proyecto depende del éxito de la primera película. En mayo de 2018, Theron confirmó que una secuela estaba en desarrollo activo. En julio de 2019, Leitch anunció que el proyecto estaba en desarrollo como un acuerdo de producción. con una empresa de servicios de streaming, mientras que Kelly McCormick, esposa del cineasta, regresará como productora. Para abril de 2020, se anunció que la película estaba en desarrollo como una película exclusiva de Netflix, mientras que Theron también actuará como productora.

### Crossover potencial conJohn Wick
En julio de 2017, Leitch discutió el potencial de una película cruzada con  Atomic Blonde  y la franquicia John Wick. Leitch dirigió la primera, después de haber codirigido previamente la primera película "John Wick". El cineasta afirmó que todas las personas involucradas han discutido la posibilidad, y que lo harían una vez que se resolviera una historia lo suficientemente buena.